# حالة العنف (فلم)
حالة العنف (بالإنجليزية: State of Violence)، هُو فيلم جنوب أفريقي صدر سنة 2010، وهُو من إخراج خالو ماتاباني. الفيلم من بطولة كُل من فانا موكونيا بريسلي تشوينيج. حاز الفيلم سنة 2012 على جائزة أفضل فيلم بلغة أفريقية خلال حفل توزيع جوائز الأكاديمية الأفريقية للأفلام الثامن.

## وصلات خارجية
- حالة العنف  في قاعدة بيانات الأفلام على الإنترنت (بالإنجليزية)